# Klässbol
Klässbol – miejscowość (tätort) w Szwecji, w regionie administracyjnym (län) Värmland, w gminie Arvika.
Według danych Szwedzkiego Urzędu Statystycznego liczba ludności wyniosła: 310 (31 grudnia 2015), 314 (31 grudnia 2018) i 307 (31 grudnia 2019).